# Информационное освещение войны в Грузии (2008)
Информационное освещение войны в Грузии играло значительную роль, так как влияло на общественное мнение относительно действий той или иной стороны.

## Освещение хода войны по странам
Войну в Грузии и связанные события комментировали многие СМИ. Все представители западных СМИ базировались в Тбилиси и сообщали о разрушениях в грузинских городах Гори и Поти (военные объекты в которых подвергались не вполне точечным российским ударам с воздуха, что привело к жертвам среди мирного населения). Российские военные ограничили доступ западных журналистов в Цхинвали перед началом боевых действий, что, по словам журналиста BBC Александра Журавлёва, произвело отрицательное впечатление в мире. К началу боёв за город в него прибыли только российские телеканалы и один украинский (в общей сложности около 50 человек), из сотрудников международных изданий присутствовал только журналист «Рейтер». Лишь после войны Цхинвал посетили более 100 иностранных журналистов.

### Россия
Главной задачей российских СМИ стало освещение ситуации таким образом, будто Грузия внезапно напала на спящий Цхинвали. Основным источником официальной информации о ходе войны для российских СМИ были ежедневные пресс-конференции заместителя начальника Генерального штаба Вооружённых Сил РФ генерал-полковника А. Ноговицына.
В столице Южной Осетии Цхинвале с 3 августа 2008 года работали специальные корреспонденты российских телекомпаний: в ночь на 8 августа там находились съёмочные группы «Первого канала» (Антон Степаненко, Кирилл Бутырин), телеканала «Россия» (Андрей Чистяков), НТВ (Руслан Гусаров, Пётр Гасиев), РЕН ТВ (Артем Васнев, Роман Симбуховский), ТВ Центра (Евгений Поддубный, Алексей Комаров, Алексей Степанов-Молодов), 5 канала, телерадиокомпании «Мир», Russia Today. Единственная иностранная съемочная группа, работавшая в ходе боёв в городе — группа украинского телеканала «Интер». К 9 августа большинство журналистов покинули зону конфликта, в Цхинвале остались сотрудники Первого канала, НТВ, ТВ Центр и «Интер», некоторых журналов и газет. Большая часть кадров, которая поступала до 11 августа из Цхинвала, была снята группами Антона Степаненко, Евгения Поддубного и Руслана Гусарова.
7 августа большая часть журналистов располагалась в центральной гостинице; с 8 по 10 августа журналисты в основном находились либо в центральном штабе сил ССПМ (в центре Цхинвали), либо в убежище рядом с ним.
8 августа российские СМИ ещё не имели чёткой директивы о тональности освещения событий (в эфир допускались и сомнения в официальной версии российских властей), однако уже на следующий день в повестке установилась чёткая антигрузинская политика, в частности войну стали называть «геноцидальной агрессией режима Саакашвили», к действиям грузинской стороны применялся термин блицкриг (применявшийся, впрочем, и немецкими СМИ при описании попытки грузинских войск оперативно перекрыть Рокский тоннель), а вице-спикер Госдумы РФ Любовь Слиска сравнила президента Грузии с Гитлером. Для действий российских войск предлагались эвфемизмы «миротворческая операция» или «операция по принуждению к миру» (применявшиеся, однако, не всеми СМИ).
Случались и непредвиденные ошибки: Журнал «Коммерсантъ-Власть» привёл несколько случаев преувеличений, допущенных со стороны некоторых российских СМИ и Анатолия Ноговицина. Появлялась информация о бомбёжке грузинской авиацией колонны с гуманитарной помощью, которая позже была опровергнута другими источниками.

#### Российские власти и СМИ
29 августа 2008 года председатель правительства РФ В. Путин провёл встречу с 35 руководителями ведущих российских СМИ (среди которых был редактор радиостанции «Эхо Москвы» Алексей Венедиктов) где, по утверждению американской газеты The Washington Post, указал на неточности в ходе освещения военного конфликта на радиостанции. Как сказал Венедиктов, «было неприятно публично выслушивать это, и ещё менее приятно было признавать ошибки, поскольку, к сожалению, ошибки были», но, по его словам, Путин не выделил ни одного из журналистов и не выдвинул никаких требований: «…ни одного раза, подчёркиваю, никто не говорил, что „мы тебя выключим“, не говорил, чтобы я отозвал Шендеровича, уволил Альбац… Российские политические мужи, находясь в тяжёлом состоянии, потому что война, и, часто говоря о моей редакционной политике, мне в глаза и публично и не публично, ни разу мне не угрожали». Комментируя эту встречу, Венедиктов заявил, что никаких угроз со стороны Путина не было и никаких проблем он не создал. По мнению некоторых правозащитников и журналистов, имело место значительное усиление административного давления на свободу слова и правозащитную деятельность вследствие российско-грузинского конфликта.
19 августа профессор Б. Соколов статье в газете «Газета» выразил мнение, что «нынешняя российско-грузинская война при своей внешней молниеносности и успешности для России, скорее всего, в долгосрочной перспективе является военно-политическим и дипломатическим поражением Москвы». По утверждениям Соколова, результатом этой публикации, по требованию Администрации Президента РФ, он был вынужден уволиться из Российского государственного социального университета, а его сотрудничество с изданием было прекращено; однако и.о. декана факультета социологии РГСУ заявила, что Соколов сам подал заявление об увольнении: «уволился по собственному желанию. А я очень сожалею, что он написал это заявление». Статья «Проиграл ли Саакашвили?» была удалена с сайта газеты, сотрудник редакции «Газеты» Дмитрий Бальбуров исчезновение статьи объяснил техническими причинами.
По озвученным в 2008 году оценкам журналистов The Observer, предполагаемой целью Путина стало переписывание истории (в частности нарратива о проигрыше Россией холодной войны), а кремлёвские аналитики дали волю теориям заговора. Среди таких теорий отмечалась идея Сергея Маркова (в частности объяснявшая кавказский кризис подлым заговором вице-президента США Дика Чейни и кандидата в президенты от Республиканской партии Джона Маккейна), которая были охарактеризована как «параноидальная», но получившая гарантии на широкое распространение на подконтрольных Кремлю телеканалах из-за его плотной связи с окружением Владимира Путина. По этой теории, кроме Маркова поддерживаемой председателем Госдумы Б. В. Грызловым, основным инициатором войны была группа американских неоконсерваторов во главе с вице-президентом США Диком Чейни, стремящаяся обеспечить победу Джона Маккейна над Бараком Обамой, чтобы сохранить свои позиции в администрации США. Марков сравнивал действия неоконсерваторов Чейни с развитием событий в американском фильме «Хвост виляет собакой», где для спасения избирательной кампании избирательный штаб действующего президента начинает виртуальную войну в СМИ с Албанией. По мнению Маркова, неоконы «решили организовать виртуальную „холодную войну“ Запада с Россией, и на волне этой новой „холодной войны“ обеспечить взлом текущей президентской избирательной кампании и победу Маккейна».
9 августа 2008 года корреспондент Уильям Данбар ушёл с телеканала Russia Today после того, как, по его словам, руководство запретило показывать репортаж об атаке российскими войсками города Гори.
| Список российских фильмов | Список российских фильмов                                                     | Список российских фильмов           | Список российских фильмов                                 |
| год                       | Название                                                                      | Канал/студия                        | Режиссёр                                                  |
| ------------------------- | ----------------------------------------------------------------------------- | ----------------------------------- | --------------------------------------------------------- |
| 2008                      | «Война 08.08.08. Искусство предательства»                                     |                                     | Алексей Акимов                                            |
| 2008                      | «Пятидневная война. Шипы Революции роз»                                       | ТВ Центр                            | Карен Шахназаров                                          |
| 2008                      | «Раны Цхинвала»                                                               | Первый канал                        | Руслан Трещёв                                             |
| 2008                      | «Репортёры — свидетели войны»                                                 | НТВ                                 | Наталья Панова                                            |
| 2008                      | «Спец. выпуск. Война в Абхазии»                                               | Первый канал                        |                                                           |
| 2008                      | «Специальный корреспондент. Трофеи»                                           | телеканал «Россия»                  | Татьяна Чубакова и Татьяна Юрьева; автор Аркадий Мамонтов |
| 2008                      | «Специальный корреспондент. Цхинвал»                                          | телеканал «Россия»                  | Игорь Осечкин                                             |
|                           |                                                                               |                                     |                                                           |
| 2009                      | «Август. Цхинвал»                                                             | ТВ Центр                            | Аким Салбиев                                              |
| 2009                      | «Большая история: Цхинвал. Над пропастью во лжи»                              | РЕН ТВ                              | Владимир Луцкий                                           |
| 2009                      | «В августе 2008-го…»                                                          | НТВ                                 | Наталья Панова                                            |
| 2009                      | «Смелые люди»                                                                 | ВС Продакшн                         | Илья Петров                                               |
| 2009                      | «Спасти любой ценой»                                                          |                                     | Игорь Чернов                                              |
| 2009                      | «Специальный корреспондент. Авторская программа Аркадия Мамонтова Свой-Чужой» | телеканала «Россия»                 | Андрей Голотвин и Татьяна Чубакова;                       |
| 2009                      | «Хроники пятидневной войны»                                                   | Звезда                              | Олег Вышиванов                                            |
| 2009                      | «Цхинвал. Больше никто не умрёт»                                              | телеканал «Россия»/студия «DIXI-TV» | Ирина Гедрович                                            |
| 2009                      | «Цхинвал. Жизнь после войны»                                                  | Первый канал                        | Антон Степаненко и Кирилл Бутырин                         |
| 2009                      | «Олимпиус инферно»                                                            | Красный квадрат                     | Игорь Волошин                                             |
|                           |                                                                               |                                     |                                                           |
| 2010                      | «Южная Осетия. 120 часов войны»                                               | ТВ Центр                            | Юрий Морозов и Алла Кузнецова                             |

### Грузия
Доктор социологических наук Г. И. Козырев в работе о «конструированию „жертвы“ как способа создания управляемой конфликтной ситуации», писал, что западные политики и подконтрольные им СМИ пытались представить Грузию «жертвой агрессии», подвергшейся нападению со стороны России, но эти события были лишь кульминацией длительного и сложного процесса. Козырев видел параллели с подобной операцией по конструированию «жертвы» из косовских албанцев, проведённой в Сербском крае Косово; по его мнению, конструирование из Грузии «жертвы-страны» началось с приходом к власти президента Саакашвили, а периодически инициируемые грузинской стороной провокации в отношении российских миротворцев интерпретировались западными СМИ как посягательство «большой и кровожадной» России на «маленькую, но гордую, демократическую» Грузию. То есть шла подготовка мирового общественного мнения к тому, что Россия является потенциальным агрессором, а Грузия — «жертвой».

#### PR-обеспечение информационной войны со стороны Грузии
По утверждению британской газеты The Times, Грузией был подписан контракт с одним из бельгийских PR-агентств, которое в ходе войны рассылало в СМИ десятки электронных писем, в которых излагалась информация из зоны конфликта. Некоторые из этих писем содержали явные преувеличения, в частности, о якобы интенсивных бомбардировках Тбилиси или о подтвердившемся позже захвате российскими войсками грузинского города Гори. Многие СМИ повторили эти сообщения без независимой проверки. Как писала The Times, «если бы грузинская армия была бы столь агрессивной, как пиар-кампания властей страны, то исход войны в Южной Осетии мог бы быть совсем иным».

#### Отключение русскоязычного телевещания в Грузии
По заявлению секретаря Совета национальной безопасности Грузии Александра Ломая, российские СМИ ведут против Грузии «информационную войну». В связи с этим грузинские власти с 9 августа прекратили вещание всех российских телеканалов на своей территории, а время вещания «Голоса Америки» на грузинском языке было увеличено. Позднее грузинские власти открыли доступ к ДТВ, ТНТ, СТС, «Культуре», и запрещенными остались только телеканалы с новостными программами — «Первый канал», «Россия», НТВ, «ТВ Центр» и «Вести». Единственным русскоязычным каналом с новостной программой, вещавшим в Грузии, остался RTVi, главным акционером которого являлся эмигрировавший из России бизнесмен Владимир Гусинский. Большая часть эфира российских новостных каналов действительно была занята комментариями ситуации со стороны властей непризнанной республики Южная Осетия, сообщала Lenta.ru.
18 августа было прекращено и вещание RTVi — официально в связи с военным положением, по мнению главного редактора радиостанции Алексея Венедиктова, в связи с тем, что по нему было транслировано выступление на радио «Эхо Москвы» министра иностранных дел РФ Сергея Лаврова: «Это случилось после интервью Лаврова, потому, что больше никаких интервью российских политических деятелей на территории Грузии никто не показывал, а мы это сделали специально для RTVi, чтобы грузины знали российскую позицию». По словам Венедиктова, «отключение <…> русскоязычных телеканалов (и вообще источников информации, например русского домена) — это попытка спрятать правду, прежде всего — от своего народа».

#### Грузинская акция протеста на Олимпийских играх
9 августа президент Грузии М. Саакашвили заявил, что находившейся в Пекине на Олимпиаде-2008 спортсмены из олимпийской команды Грузии в связи с войной «собираются провести акцию протеста, чтобы привлечь внимание мира к тому, что сегодня происходит в Грузии. Согласно уставу олимпийского комитета, это повлечёт за собой дисквалификацию спортсменов». В тот же день олимпийская сборная Грузии, после встречи с женой грузинского президента гражданкой Нидерландов Сандрой Руловс, объявила о том, что покидает Олимпиаду. Грузинская олимпийская сборная, в соответствии с Олимпийским уставом, могла быть дисквалифицирована на восемь лет, однако грузинская команда осталась на Олимпиаде; как сообщалось, «после убедительной просьбы» президента Саакашвили спортсмены изменили своё решение и продолжили участие в Олимпиаде.
На закрытии Олимпийских Игр в Пекине флаг США несла грузинка Хатуна Лориг, ранее выступавшая за сборную Грузии.

### Западные страны
В ходе войны погибло три и было ранено пять иностранных журналистов.

#### По мнению российских СМИ и публичных лиц
Российский канал «Вести» привёл слова депутата Европарламента Джульетто Кьеза, что итальянские СМИ «сообщают о том, что Грузия была подвергнута атаке со стороны Южной Осетии, что Россия ведёт войну против Грузии с целью захвата этой страны. Это сплошная ложь».
Владимир Путин заявил 11 августа, что западные СМИ и политики цинично пытаются представить агрессора в качестве жертвы: «Удивляет, конечно, не сам цинизм политики <...>, удивляет масштаб цинизма, умение выдавать белое за чёрное, чёрное за белое, умение ловко выставлять агрессоров в качестве жертвы агрессии и возлагать ответственность за последствия на самих жертв… Нынешних грузинских политиков, которые в одночасье стёрли с лица земли десять осетинских деревень и танками давили детей и стариков, заживо сжигавших людей в домах, — вот этих деятелей надо взять на защиту. Когда-то президент США говорил в отношении одного из латиноамериканских диктаторов: Сомоса, конечно, мерзавец, но это наш мерзавец».
14 августа председатель комитета Госдумы по международным делам Константин Косачёв заявил, что западные СМИ «безобразно» освещали события в Южной Осетии: «почти сутки CNN, BBC и другие каналы не показывали и сейчас не показывают Цхинвали». По его словам, в определённый момент на CNN и BBC до буквы совпал даже заголовок новостей — «Грузия сражается», и на фоне этого — картинки разрушенных домов — неважно, кем они разрушались: «Все это очень удобно ложится в ту теорию, которую до сих пор исповедовал Запад по отношению к „свободной демократической Грузии“ и по отношению к „агрессивной России“, которая эту Грузию пытается как-то подавить», заявил он.
12 августа бывший президент СССР Михаил Горбачёв заявил, что после нападения грузинской стороны на Цхинвали обвинения в адрес России в «агрессии „против маленькой беззащитной Грузии“ выглядят не только лицемерными, но и бесчеловечными». По его мнению, в западной прессе не получили должного освещения последствия гуманитарной катастрофы. 15 августа он охарактеризовал действия России как помощь Южной Осетии, заявив: «Россия действовала, отвечая на агрессию с грузинской стороны. Нельзя было оставить без внимания такой разгром и уничтожение людей». Горбачёв повторил тезис об однобокости и предвзятости западных СМИ в освещении событий, выразив по этому поводу своё сожаление. Самого Горбачёва его оппоненты (в частности, председатель Верховного Совета Абхазии в изгнании Джемал Гамахария) характеризовали как одного из инициаторов грузино-абхазского и грузино-осетинского конфликтов.
21 августа директор Московского бюро по правам человека Александр Брод заявил о необъективности зарубежных СМИ и правозащитных организаций. По его мнению, некоторые правозащитные организации стремятся умолчать о погибших жителях Южной Осетии или занизить цифры: «зарубежные коллеги либо не удосужились приехать в республику, либо высасывали информацию из пальца».
26 августа российский телеведущий Владимир Познер, комментируя в эфире радиостанции «Эхо Москвы» освещение войны западным телеканалами, заявил: «Ощущения мерзотные … Мерзотные по всем азимутам. Но самые мерзотные, мне трудно говорить, но самые мерзотные американские, конечно. … Просто полное вранье. Там вообще не говорилось о том, что что-то было в Цхинвали. То есть у рядового американца такое впечатление, что Россия вторглась в Грузию. Почему вторглась, вот потому что русские такие. Россия такая. Путинская Россия. Медведев это с их точки зрения, опять как он подается, это прилежный ученик Путина. Насчет того, что такое Южная Осетия, что такое Абхазия, ну ни малейшего, ноль. То есть и мне так это было обидно, потому что я помню, какое было американское телевидение, какие там были люди. Как это все подавалось. Сейчас это просто какой-то ужас».
8 сентября журналисты телеканала Russia Today обвинили CNN в подлоге: по их словам, американский телеканал выдал кадры разрушений осетинского Цхинвали как кадры из грузинского Гори. Один из журналистов высказал мнение о западных СМИ: «война Грузии в Южной Осетии нанесла катастрофический удар по их репутации. Впервые они замалчивали события в военном конфликте, а порой, как показал пример с CNN, занимались и фальсификацией». О подобном заявила москвичка Светлана Козаева, приехавшая в Цхинвали 11 августа; по её словам, она узнала город в кадрах BBC и CNN, подававшихся как кадры из Гори: «Подвалы полны трупов. Это была этническая чистка. Грузины опустились до того, до чего не опускались даже немцы во Второй мировой войне. А Си-Эн-Эн и Би-Би-Си показывают картинку из Цхинвали и говорят, что это Гори. Я своими глазами увидела фальшивые кадры. В репортаже из Гори показали улицу моего родного города, улицу Героев. Зачем западные СМИ оправдывают грузинского президента Саакашвили и его преступный режим?».
17 сентября исполнительный директор Федерации еврейских общин России Валерий Энгель заявил: «При этом западные СМИ сначала молчат, а потом начинают обвинять Россию в том, она вторглась на территорию Грузии… Было чёткое ощущение, что это спланированная акция. Я включаю CNN, а оттуда идёт полная ложь… Тётку моей жены живьём сожгли в Хетагурово. В других местах людей забрасывали противотанковыми гранатами. И при этом говорится о том, что Россия вторглась в Грузию! Да если бы российские войска не вошли бы туда, никаких осетин в Южной Осетии уже не было бы, и нам пришлось бы решать совершенно другие гуманитарные проблемы».
Как заявила доктор исторических наук, руководитель парижского отделения Института демократии и сотрудничества Наталья Нарочницкая, «западные СМИ давно проявили свою ангажированность в государственную политику. Я знакома с западными СМИ, читаю на разных языках. Это для меня не новость. Ещё в 80-е годы, живя в Америке, я убедилась, как все подчинено, только более виртуозно, реализации государственной линии».

#### По мнению западных СМИ и публичных лиц
27 августа профессор Барселонского университета Франсиско Вейга заявил, что в испанской прессе были опубликованы многочисленные смонтированные фотографии грузин-жертв конфликта. По его словам, «на страницы испанских СМИ не попала ни одна фотография жертв среди населения столицы Южной Осетии Цхинвали, вызванных варварскими бомбардировками грузинской армии».
12 сентября Нарасимхан Рам, главный редактор одной из крупнейших индийских газет The Hindu, резко раскритиковал деятельность западных СМИ по освещению войны, назвав их работу «идеологической пропагандой, прикидывающейся журналистикой»; он счёл нападение Грузии на Южную Осетию актом геноцида и этнической чисткой.
12 сентября заместитель председателя парламента Бельгии по международным делам Жози Дюбье заявил, что сразу после начала войны как бывший журналист с 25-летним стажем он понял: «имеет место распространение дезинформации в прессе и что жертву нам представляют в качестве агрессора». Сенатор, назвав Саакашвили «военным преступником», сказал, что «пришёл к выводу, что именно грузинская армия по приказу президента Саакашвили глубокой ночью нанесла массированный удар по осетинским городам, что привело к сотням жертв, и это без сомнения акт агрессии». По его мнению, действия российских войск являлись ответным ударом и их недопустимо представлять как агрессию. После посещения Южной Осетии 20 сентября он заявил: «В западных средствах массовой информации проводится идея, что именно Россия напала на Грузию. Но здесь нам удалось посетить очень много мест, в том числе, еврейский квартал, села Хетагурово, Тбет. Мы побеседовали с людьми — очевидцами и пострадавшими. Увидели сожженный городок миротворцев, разрушенные дома ОБСЕ, республиканскую больницу, побеседовали с врачами, увидели, в каких условиях принимали раненых и предоставленные нам свидетельства убедили нас в том, что агрессором был Саакашвили, он напал на Южную Осетию и ответственность полностью лежит на нём… он убил множество мирных граждан, произвел большое количество разрушений. Мы шокированы тем, что увидели. Мы собрали очень большое количество свидетельств, материала с Цхинвала и окружающих его деревень. Они совершенно ясно показывают, что было совершенно военное преступление. И для нас человек, который отдал приказ совершить такое, является военным преступником. И это Саакашвили».
31 октября журналист Сьюмас Милн в британской газете «Гардиан» писал: «В самом начале августовского конфликта сообщения западных СМИ были довольно беспристрастны, однако они быстро переключились на режим вещания в духе полномасштабной „холодной войны“, когда Россия изменила ситуацию в свою пользу и начала обвинять полностью зависящий от США грузинский режим и осуждать процесс расширения НАТО в этом регионе. Первоначальные убедительные свидетельства того, кто начал войну, а также доказательства зверств грузинской армии в Цхинвали быстро похоронили и начали даже опровергать, запустив из Тбилиси высокоэффективную пиар-кампанию. Уже через неделю бывший специальный советник министерства иностранных дел Дэвид Кларк (David Clark), например, обвинил меня на страницах газеты в „важном искажении фактов“, поскольку я написал, что грузинские войска уничтожили в Цхинвали „несколько сотен мирных жителей“. В своих заявлениях я основывался на целом ряде сообщений, в том числе, на информации Observer. Кларк утверждал, что „независимого подтверждения такой информации не существует“. Однако, как сообщила на этой неделе Би-Би-Си, правозащитная организация Human Rights Watch в настоящее время считает, что даже начальная цифра убитых в Цхинвали мирных жителей составляет примерно 300—400 человек. Несмотря на это, основные средства массовой информации, за исключением опубликовавшей небольшую статью Independent, просто игнорируют новые важные свидетельства Хьюэлла о том, что же в действительности произошло в ходе конфликта, который может иметь далеко идущие стратегические последствия».

#### Fox News
15 августа телеканал Fox News пригласил в прямой эфир девочку-осетинку Аманду Кокоеву с её тётей (они проживают в США, но во время боевых действий девочка находилась в Цхинвали). Видео сюжета вскоре стало доступно на YouTube и на официальном сайте FoxNews. На интервью в эфире было выделено 3 минуты, после короткого перерыва на рекламу ведущий добавил 40 секунд на дополнительную реплику.
Издание «Коммерсант» отмечало, что интервью в версии перевода с канала «Вести» было урезано с почти 4 минут до двух, был искажён смысл некоторых реплик, а на одну из реплик журналиста был наложен звуковой эффект в виде закадрового кашля. В российских СМИ в основном рассматривался урезанный вариант с кашлем; некоторые блогеры защищали телеканал Fox, предполагая, что перерыв был запланирован, другие заявляли, что «прерывание рекламой трёхминутного включения — это крайне радикально». Замглавы администрации президента России Алексей Громов назвал поведение телеведущего Fox News «верхом бесстыдства».
На каналах «Россия» и «Вести» были озвучены заявления о том, что владеющая сервисом YouTube компания Google блокировала счётчик просмотров ролика, что было официально опровергнуто: компания заявила, что в сеть выложено несколько практически одинаковых роликов и, возможно, зрители перепутали их. Позже ролик с более чем миллионом просмотров был удален «за нарушения правил», ещё несколько дней спустя была удалена копия ролика с 200.000 просмотров.
В журнале Факультета государственного управления МГУ случай на Fox News приводился как одно из доказательств тщательности подготовки Грузии к информационной войне.

#### Инцидент на RTVE
На любительском видео от 8 августа видно, как с бронетехники ведётся пулемётный огонь по жилым зданиям города; слышна грузинская речь. Испанский телеканал RTVE выдал эти кадры за действия армии России; по сообщению газеты «Взгляд», в редакции RTVE признали случайно допущенную ошибку. Редакционный комментарий сайта «Взгляд»: «По итогам этой истории [с RTVEspana] стало ясно, что ролик был доступен всем телекомпаниям. Но был использован только одной. И только тогда, когда в редакции (по ошибке) решили, что на нём изображены бесчинства российских солдат. Другие телекомпании, судя по всему, разобрались в ситуации. И ролик не показали. Вывод прост: несмотря на заверения в том, что „у нас нет позиции“ (а в этом нас заверяют практически во всех западных СМИ, с которыми мы пообщались), ролик мог бы стать хитом новостных выпусков всех телекомпаний Запада, но лишь в том случае, если бы солдаты, расстреливающие Цхинвал, были бы российскими. Бесчинствующие грузинские солдаты для новостных выпусков неинтересны».
В журнале Факультета государственного управления МГУ случай с этим любительским видео приводился под видом свидетельств искажения и сокрытия фактов иностранными СМИ.

#### Урезанное интервью на канале Das Erste
29 августа 2008 года немецкий журналист и руководитель московской студии телекомпании ARD Томас Рот, находясь в Сочи, взял эксклюзивное интервью у В. Путина — это интервью, как предполагалось, должно было дать ответ на вопрос немецких телезрителей о позиции России в конфликте. В тот же день, вечером в 23:31, сразу за вечерним выпуском новостей, когда аудитория канала максимальна, интервью вышло в эфир на немецком общественно-правовом канале Das Erste телекомпании ARD. В течение всего вечера в новостях и рекламных паузах неоднократно анонсировалось, что данное интервью является спецвыпуском. Интервью вышло под названием «Neun Minuten Interview mit Wladimir Putin im Wortlaut» (с нем.  «Девятиминутное интервью Владимира Путина, дословно»). Показанное интервью и в самом деле длилось неполные девять минут.
На следующий день (30 августа) это интервью также транслировалось на государственном канале «Россия» в программе «Вести». Его длительность составила около 40 минут, в «чистом» виде — около 28 минут. В тот же день сайт «Вести.ру» выложил полную стенограмму интервью.
Конспирологическое издание Nachdenkseiten отметило, что (в сравнении с оригиналом) многие пассажи в немецкой версии были вырезаны, а почти сорокоминутное видео было сокращено до неполных 9 минут. Уже из первой минуты был вырезан вопрос Путина «Как Вы считаете, кто начал войну?» и ответ на него журналиста ARD Томаса Рот «Последним побудительным мотивом стало нападение Грузии на Цхинвали». В комментариях к видео телеканал ARD и лично Томас Рот подверглись жёсткой критике за нарушение норм журналистской этики.

2 сентября телекомпания ARD показала полную версию интервью; трансляция состоялась в 6:20 утра на региональном канале WDR, аудитория которого значительно уступает каналу Das Erste. Позже на сайте была выложена и полная стенограмма интервью.
| Русский текст интервью с сайта «Вести. Ru» | 00 | Немецкий текст интервью с сайта «Spiegelfechter» |
| --- | -- | --- |
| Т. Рот: Уважаемый г-н премьер-министр! После эскалации ситуации в Грузии в общественном мнении на Западе, имеется в виду не только политические круги, но и пресса, другие люди, возникает мнение, что вы силой создали ситуацию: Россия против всего остального мира. |    | T.Roth: Herr Ministerpräsident, nach der Eskalation in Georgien sieht das Bild in der internationalen Öffentlichkeit so aus damit meine ich Politik, aber auch Presse: Russland gegen den Rest der Welt. Warum haben Sie Ihr Land mit Gewalt in diese Situation getrieben? |
| В. Путин: Как Вы считаете, кто начал войну? |    | W.Putin: Was meinen Sie, wer hat den Krieg begonnen? |
| Т. Рот: Последним побудительным мотивом стало нападение Грузии на Цхинвали. |    | T.Roth: Der letzte Auslöser war der georgische Angriff auf Zchinwali |
| В. Путин: Спасибо Вам за этот ответ. Это правда. Так оно и есть. Мы на эту тему поговорим ещё чуть подробнее. Я хочу только отметить, что не мы создали эту ситуацию. А теперь по поводу авторитета России. Я убежден в том, что авторитет любой страны, которая способна защитить жизнь и достоинство своих граждан, страны, которая способна проводить независимую внешнюю политику, авторитет такой страны в долгосрочной, среднесрочной перспективе в мире будет только расти. И наоборот, авторитет тех стран, которые взяли за правило обслуживать внешнеполитические интересы других государств, пренебрегая своими национальными интересами, вне зависимости от того, как они это объясняют, будет снижаться. |    | W.Putin: (Ich) Danke Ihnen für diese Antwort. So ist es auch, das ist die Wahrheit. Wir werden dieses Thema später ausführlicher erörtern. Ich möchte nur anmerken, dass wir diese Situation nicht herbeigeführt haben. Ich bin überzeugt, dass das Ansehen eines jeden Landes, das im Stande ist, das Leben und die Würde der Bürger zu verteidigen, eines Landes, das eine unabhängige Außenpolitik betreiben kann, dass das Ansehen eines solchen Landes mittel- oder langfristig steigen wird. Umgekehrt: Das Ansehen der Länder, die in der Regel die Interessen anderer Staaten bedienen, die die eigenen nationalen Interessen vernachlässigen unabhängig davon, wie sie das auch erklären mögen, wird sinken. |
| Т. Рот: Вы все-таки не ответили на вопрос: почему вы пошли на риск изоляции вашей страны? |    | T.Roth: Sie haben die Frage trotzdem noch nicht beantwortet, warum Sie die Isolation ihres ganzen Landes riskiert haben |
| В. Путин: Мне казалось, что я ответил. Но если это требует дополнительных разъяснений, я это сделаю. Я считаю, что страна, в данном случае Россия, которая может отстаивать честь и достоинство своих граждан, защитить их жизнь, исполнить свои международно-правовые обязательства в рамках миротворческого мандата, такая страна не будет в изоляции, чего бы ни говорили в рамках блокового мышления наши партнеры в Европе или в Соединенных Штатах. На Европе и Соединенных Штатах мир ещё не заканчивается. И наоборот, хочу это подчеркнуть ещё раз, если какие-то государства считают, что они могут пренебрегать личными национальными интересами, обслуживая интересы других государств, внешнеполитические интересы, авторитет таких государств, чем бы они ни объясняли свою позицию, в мире будет постепенно снижаться. В этой связи, если европейские государства хотят обслуживать внешнеполитические интересы США, то они от этого, на мой взгляд, ничего не выиграют. Теперь возьмем наши международно-правовые обязательства. По международным соглашениям, российские миротворцы взяли на себя обязанность защитить мирное население Южной Осетии. А теперь вспомним 1995 год, Боснию. И как мы хорошо с вами знаем, европейский миротворческий контингент, представленный голландскими военнослужащими, не стал связываться с одной из нападавших сторон, и позволил этой стороне уничтожить целый населенный пункт. Были убиты, пострадали сотни людей. Проблема и трагедия в Сребренице хорошо известна Европе. Вы что, хотели, чтобы мы тоже так же поступили? Ушли и дали возможность грузинским вооруженным подразделениям уничтожить проживающих в Цхинвали людей? |    | W.Putin: Ich dachte, geantwortet zu haben, aber wenn sie zusätzliche Erklärungen brauchen, das mache ich. Unser Land, das die Würde und den Stolz unserer Bürger verteidigen kann, und die außenpolitischen Verpflichtungen im Rahmen der Friedensstiftung erfüllen kann, wird nicht in Isolation geraten, ungeachtet dessen was unsere Partner in Europa und USA im Rahmen ihres Blockdenkens sagen. Mit Europa und den USA endet die Welt nicht. Und im Gegenteil, ich möchte es nochmal betonen: Wenn Staaten ihre eigene nationale Interessen vernachlässigen, um außenpolitische Interessen anderer Staaten zu bedienen, dann wird die Autorität dieser Länder unabhängig davon, wie sie das auch erklären mögen, nach und nach sinken. D.h. wenn die europäischen Staaten die außenpolitischen Interessen der USA bedienen wollen, dann werden sie, aus meiner Sicht, nichts dabei gewinnen. Jetzt reden wir mal über unsere internationalen rechtlichen Verpflichtungen. Nach internationalen Verträgen haben die russischen Friedenstifter die Pflicht, die zivile Bevölkerung von Südossetien zu verteidigen. Und jetzt denken wir mal an 1995 (Bosnien). Und wie ich und Sie gut wissen, haben sich die europäischen Friedensstifter, in dem Fall repräsentiert durch niederländische Streitkräfte, nicht in den Konflikt eingemischt und haben einer Seite damit erlaubt, einen ganzen Ort zu vernichten. Hunderte wurden getötet und verletzt. Das Problem und die Tragödie von Srebrenica ist in Europa sehr bekannt. Wollten Sie, dass wir auch so verfahren? Dass wir uns zurückgezogen hätten und den georgischen Streitkräften erlaubt hätten, die in Zchinwali lebende Bevölkerung zu vernichten? |
| Т. Рот: Ваши критики говорят, что целью России собственно была не защита мирного населения Цхинвали, а попытка лишь сместить президента Саакашвили, привести к дальнейшей дестабилизации Грузии, и тем самым воспрепятствовать её вступлению в НАТО. Это так? |    | T.Roth: Herr Ministerpräsident, Kritiker sagen, Ihr eigentliches Kriegsziel war gar nicht, nur die südossetische Bevölkerung aus Ihrer Sicht zu schützen, sondern zu versuchen, den georgischen Präsidenten aus dem Amt zu treiben, um den Beitritt Georgiens über kurz oder lang zur NATO zu verhindern. Ist das so? |
| В. Путин: Это не так. Это просто подтасовка фактов. Это ложь. Если бы это было нашей целью, мы бы, наверное, и начали этот конфликт. Но, как Вы сами сказали, начала этот конфликт грузинская сторона. Теперь я позволю вспомнить факты недавней истории. После неправового решения о признании Косово все ожидали, что Россия пойдет на признание независимости и суверенитета Южной Осетии и Абхазии. Ведь правда, ведь так было, все ждали этого решения России. И у нас было на это моральное право, но мы этого не сделали. Мы повели себя более чем сдержанно, я даже не буду комментировать, мы это «проглотили», на самом деле. И что мы получили? Эскалацию конфликта, нападение на наших миротворцев, нападение и уничтожение мирного населения Южной Осетии. Вы же знаете факты, которые там были и которые уже озвучены. Министр иностранных дел Франции побывал в Северной Осетии и встречался с беженцами. И очевидцы рассказывают, что грузинские военные подразделения танками давили женщин и детей, загоняли людей в дома и заживо сжигали. А грузинские солдаты, когда ворвались в Цхинвали, так, между прочим, проходя мимо домов, мимо подвалов, где прятались женщины и дети, бросали туда гранаты. Что это такое, если это не геноцид? Теперь по поводу руководства Грузии. Люди, которые привели к катастрофе свою страну — а своими действиями руководство Грузии способствовало подрыву территориальной целостности и государственности Грузии — конечно, такие люди, на мой взгляд, не должны управлять государствами маленькими, либо большими. Если бы они были приличными людьми, они немедленно должны были сами подать в отставку.                            |    | W.Putin: Das stimmt nicht, das ist eine Verdrehung der Tatsachen, das ist eine Lüge. Wenn das unser Ziel gewesen wäre, hätten wir vielleicht den Konflikt begonnen. Aber, wie sie selbst sagten, das hat Georgien gemacht. Jetzt gestatte ich mir, an die Tatsachen zu erinnern. Nach der nicht legitimen Anerkennung des Kosovo haben alle erwartet, dass wir Südossetien und Abchasien anerkennen. Alle haben darauf gewartet und wir hatten ein moralisches Recht darauf. Wir haben uns mehr als zurückgehalten. Ich will das auch nicht kommentieren. Ja, mehr noch, wir haben das geschluckt. Und was haben wir bekommen? Eine Eskalation des Konfliktes. Überfall auf unsere Friedensstifter. Überfall und Vernichtung der friedlichen Bevölkerung in Südossetien. Das sind Tatsachen, die angesprochen wurden. Der französische Aussenminister war in Nordossetien und hat sich mit Flüchtlingen getroffen. Die Augenzeugen berichten, dass die georgischen Streitkräfte mit Panzern Frauen und Kinder überfahren haben, die Leute in die Häuser getrieben und lebendig verbrannt haben. Georgische Soldaten haben, als sie nach Zchinwali kamen, — so im vorbeigehen Granaten in die Keller und Bunker geworfen, wo Frauen und Kinder sich versteckt hatten. Wie kann man so etwas anders nennen als Genozid? Und jetzt zur Regierung in Georgien. Das sind die Menschen, die ihr Land in die Katastrophe getrieben haben, die georgische Führung hat das mit eigenen Aktionen gemacht. Die Staatlichkeit des eigenen Landes torpediert. Solche Menschen sollten keinen Staat führen, ob groß oder klein. Wären sie anständige Personen, sollten sie unbedingt zurücktreten.                                |

#### Фотографии агентства Reuters
В конспирологическом еженедельнике 2000, на форумах и в отдельных блогах рассматривалась теория о постановочных кадрах агентства Reuters. В частности поддерживающий теорию научный сотрудник университета штата Юта, фотограф Брайан Уильям Джонс на фотографиях агентства (сделанных фотографами Давидом Мдзинаришвили и Глебом Гараничем в зоне боёв в Грузии) увидел странные факты: на фотографии «Уносят тело убитой женщины из города Гори» труп держится рукой за медсестру; на фотографии «Грузины стоят у тела сына в городе Гори» труп передвинут для смены точки съёмки. Блоггер Дэвид Экс писал: «хотелось бы попросить представителей Reuters — найдите хотя бы одну мать, согласную на то, чтобы полуобнажённое тело её погибшего ребёнка таскали таким образом по грязи, в то время как фотограф командует, где и как ей стоять и что делать в кадре».
В связи с этим 18 августа появилось Официальное заявление агентства Reuters по поводу фоторепортажей из Грузии, подписанное Майклом Стоттом, шефом бюро по России и СНГ: «В некоторых российских средствах массовой информации появились ложные обвинения в адрес Рейтер в публикации постановочных фотографий при освещении конфликта в Грузии. Эти обвинения не соответствуют действительности и не имеют под собой ни малейшего основания. Рейтер провел внутреннее расследование и со всей ответственностью заявляет, что фоторепортажи из Грузии не являются инсценировкой, а освещение конфликта полностью соответствует принципам Reuters Trust, особенно положению о честности, независимости и беспристрастности как неизменной и обязательной основе работы журналистов Рейтер».

## Интернет

### Атаки на веб-сайты
Вечером 8 августа сайты МИД и других правительственных структур Грузии подверглись атаке хакеров, на главной странице сайта МИД помещён коллаж из фотографий Адольфа Гитлера и Михаила Саакашвили в схожих позах. Кроме того, атаке подвергся официальный сайт президента Грузии. В связи с этим официальные заявления представителей грузинской стороны распространялись через информагентства.
12 августа президент Польши Лех Качиньски предоставил правительству Грузии свой сайт — для публикации материалов, касающихся войны. Этот сайт также подвергся атаке.
Некоторые СМИ сообщали о взломе грузинского ресурса «Грузия Online». В СМИ упоминались также кибер-атаки на отдельные сайты в домене .ge.
В свою очередь южноосетинская сторона также заявила о производящихся хакерских атаках на их сайты. На сайте государственного комитета по информации и печати Южной Осетии сообщалось, что «в связи с проводимой DDoS-атакой осетинские сайты часто подолгу недоступны». Для разгрузки был запущен дополнительный сайт Цхинвал.ru. Югоосетинское издание "ОсИнформ" заявляло о появлении клона издания с ложными новостями. Даже через месяц после окончания войны сообщалось об атаках на осетинские сайты, электронные почтовые ящики и аккаунты мессенджера ICQ.
DDOS-атакам подверглись сайты некоторых российских СМИ, в частности РИА «Новости» и Russia Today.

### Интернет-война
8 августа лидеры движений «Наши», «Россия молодая», «Местные», «Молодая Гвардия» и «Новые люди» подписали заявление, в котором призвали своих сторонников к «информационной войне против режима президента Грузии Михаила Саакашвили» на всех интернет-ресурсах.
9 августа Грузия заблокировала доступ ко всем сайтам в домене .ru. Разблокировка была осуществлена только 21 октября.
По некоторым сведениям, в России был заблокирован доступ к грузинским сайтам — об этом сообщали некоторые западные источники и российский оппозиционный сайт Каспаров.ru. Основным свидетельством называлась недоступность ряда грузинских сайтов (civil.ge, newsgeorgia.ru, president.gov.ge). В официальных российских СМИ сообщений об этом не было. Также, как утверждала американская компания Renesys Corp., специализирующаяся на отслеживании интернет-трафика, в России «не было никаких попыток ограничить трафик из Грузии». По мнению ведущего антивирусного эксперта «Лаборатории Касперского» Виктора Камлюка, причина недоступности грузинских сайтов была исключительно в DDos-атаках.
Директор исследовательского центра по компьютерной экспертизе Университета Алабамы в Бирмингеме Гэри Уорнер (Gary Warner) считал, что российские власти не причастны к атакам на грузинские сайты. По его словам, он обнаружил на сотнях российских форумов и блогов такой же скрипт для DDos-атак, какой распространялся для атак на эстонские сайты. Многие эксперты также отметили слабую скоординированность атак, явившуюся следствием отсутствия их серьёзной поддержки, и их относительно небольшую роль в информационной войне.
«Репортёры без границ» осудили интернет-войну Грузии и России. Организация подготовила документ, в котором говорится: «Интернет стал полем битвы, в котором информация — первая жертва. С одной стороны, главные грузинские провайдеры закрыли доступ к российским сайтам. С другой — грузинские правительственные веб-сайты подверглись атаке российских хакеров». При условии, что в настоящее время радиостанции, телевидение и газеты «предоставляют очень мало независимой информации, интернет является жизненно необходимым для общества, поэтому эти атаки должны быть немедленно прекращены», подчёркивается в документе.

## Реакция общественности
По мнению украинского депутата от КПУ Сергея Гордиенко, военную акцию со стороны Грузии в отношении Южной Осетии можно рассматривать как агрессию.
21 августа 2008 года дирижёр осетинского происхождения Валерий Гергиев с оркестром Мариинского театра выступил на заполненной до отказа центральной площади Цхинвали с концертом в память жертв среди мирного населения в войне. В программе концерта символически прозвучала «Седьмая симфония» Дмитрия Шостаковича (та самая, что звучала в блокадном Ленинграде). Некоторыми СМИ концерт был воспринят как инструмент российской внешней политики.
Вахтанг Кикабидзе отказался от российского ордена Дружбы (указ о награждении был подписан в июле 2008 года в день 70-летия артиста) в связи с войной.

### Фото и видео
- Интервью В. Путина на германском телевидении: оригинальная версия, Сокращённая немцами версия с вырезанными ответами на вопросы
- Вести: Визит депутатов Европарламента в Цхинвали (недоступная ссылка)